# 祭足
祭足（？—前682年，《公羊传》、《谷梁传》又说死于前697年），姬姓，祭氏，名足，字仲，一说名仲，字仲足，中國春秋時代鄭國的政治家及謀略家。
他在鄭莊公在位時出任大夫，深受寵信。鄭莊公逝世後，《左传》记载他先後扶立鄭莊公的四個兒子為國君（即鄭昭公、鄭厲公、鄭子亹和鄭子嬰），掌管鄭國政權數十年。《公羊传》《谷梁传》则认为他只扶立了两个君主（即鄭昭公、鄭厲公）。但有論者認為祭足需為鄭國政變頻仍負責。

## 生平
與祭足有關的最早記載是在鄭莊公元年 （前743年）。當時鄭莊公把京封予自己的弟弟共叔段。祭足勸阻，認為封邑過大，容易使共叔段養成實力發動叛亂。但因為封地要求是由鄭莊公的母親武姜提出，莊公未有聽從祭足的建議，又稱「多行不義必自斃」，暗示共叔段不悔改的話不會有好結果，勸祭足不必擔憂。後來共叔段在前722年發動叛亂，以失敗告終。
前720年，周平王駕崩，繼任的周桓王有意任用虢公以分薄鄭莊公的權力。鄭莊公命祭足領軍入王畿，收割溫地和成周的麥、禾。鄭自此與周室不和。
前718年，祭足與原繁、泄駕領軍擊敗衞國和燕國的聯軍。
前707年，周桓王討伐鄭莊公，是為繻葛之戰。周王在戰役中敗北，且被祝聃射傷。祭足在夜間奉莊公之命到軍營探望周王。

### 被脅立庶
鄭莊公於前701年去世後，世子姬忽繼位，是為鄭昭公。齊釐公曾有意把女兒嫁給姬忽，姬忽多次婉拒。祭足勸姬忽接受，指鄭莊公寵愛的兒子很多，如姬忽不藉此取得齊國的援助，將無法順利繼承，但姬忽未有聽從。
姬忽繼位後，宋莊公擁立姬忽的弟弟姬突，誘劫了祭足，威脅他一同扶立姬突，否則把他處死。祭足在威脅之下與宋公達成協議，擁立姬突，是為鄭厲公。鄭昭公在得知消息後流亡衛國。

### 鄭厲公、鄭子亹、鄭子嬰
鄭厲公即位後，祭足全權掌管國政，引起了鄭厲公的不滿。前697年，鄭厲公和祭足的女婿雍糺合謀殺死祭足。他的妻子雍姬從丈夫口中得知計劃後，雍姬向母親求助，母親直說：「人盡夫也，父一而已，胡可比也？(每個人都可以當夫婿，父親只有一個，怎可以相比。)」，故報告父親祭足。祭足把雍糺拘捕處死，鄭厲公被迫流亡蔡國。祭足迎接鄭昭公回國復辟。
前695年，高渠彌暗殺鄭昭公，與祭足合議改立子亹為君。據《史記》記載，祭足和高渠彌都不敢迎接鄭厲公回國。次年 (前694年)，齊襄公在首止召開盟會，子亹準備與高渠彌一同前往。由於子亹曾與齊襄公有過節，祭足建議子亹取消行程，沒有被採納。祭足稱病，沒有隨行。齊襄公在盟會上殺死子亹。
其後，祭足改立鄭子嬰（字子儀）為君，繼續掌管鄭國國政，至前682年逝世。兩年後 (前680年)，鄭厲公返回鄭國，復位為君。子儀被殺。

### 《公羊传》记载
《公羊传》认为，祭足一直心向鄭昭公，只是为了郑国的生存才不得不驱逐鄭昭公，改立鄭厲公。一旦鄭厲公不能满足宋国索贿，失去郑国民心，祭足就重新迎立鄭昭公。鄭昭公复位于前697年五月，祭足死于前697年九月，鄭厲公随即复位。并无子亹、子儀为君。此外前697年十一月、前696年的宋卫等国伐郑也和前700年、前699年、前698年宋卫等国伐郑一样，是讨伐鄭厲公，并非帮助鄭厲公复位。

## 評價
祭足以智慮過人稱著。在子亹被殺後，人們普遍讚揚稱疾不行的祭足有先見之明。
「被脅立庶」是關於祭足的最大爭議之一。《春秋公羊傳》讚揚祭足的決定既讓國家免受宋國侵伐，又保全了鄭昭公的性命，使其後來能回國復位；而《春秋穀梁傳》則指責祭足貪生怕死。司馬遷在《史記》指祭足在宋莊公的威脅下立鄭厲公，間接導致鄭國其後內亂頻仍、國力衰落。